# Herkulesgrotte (Tanger)
Die Herkulesgrotte (arabisch مغارة هرقل, DMG Maġārat Harqul, französisch Grottes d'Hercule) ist eine der bekanntesten Sehenswürdigkeiten in der Region Tanger. Sie befindet sich ca. 14 km westlich von Tanger nahe Kap Spartel.

## Beschreibung
Die Höhle hat je einen meer- und landseitigen Eingang. Der zum Meer hin wird wegen seiner Form auch „Karte Afrikas“ genannt. Man nimmt an, dass er von den Phöniziern geschaffen wurde. Diesen werden auch einige augenförmige Markierungen an den Wänden zugeschrieben, die zu einer Karte der Umgebung gehören sollen.

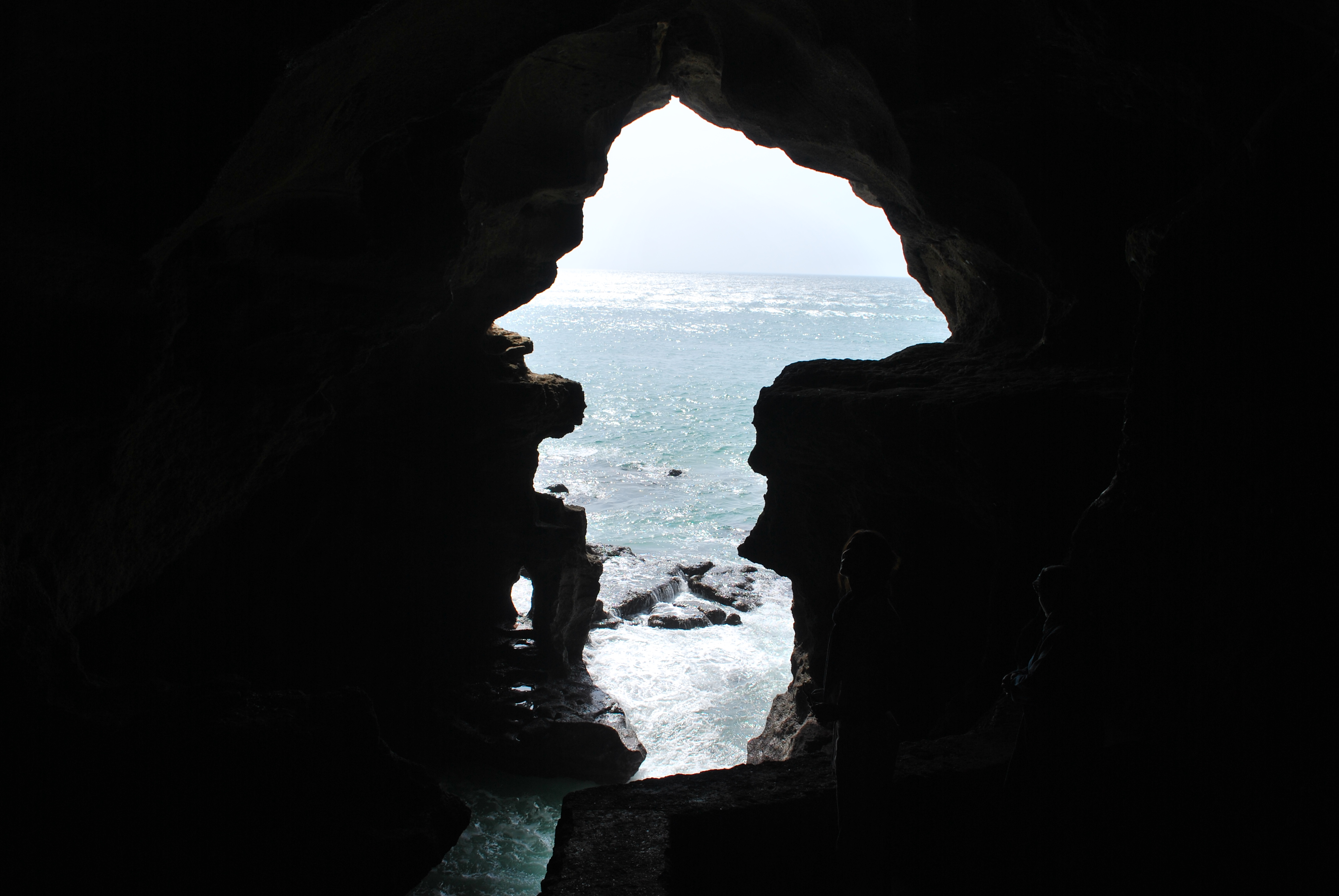
Meerseitiger Eingang „Karte Afrikas“

Die Höhle selbst ist natürlichen Ursprungs. Aus ihren Wänden gewannen die Berber Rohlinge für die Herstellung von Mahlsteinen, was die Höhle erheblich erweiterte. Besichtigungen und Führungen sind bei Zahlung eines Eintrittsgeldes möglich.

## Legenden
Die Höhle galt lange Zeit als endlos. Man glaubte, sie sei das Ende eines „Ley-Tunnels“, der auf 24 km die Straße von Gibraltar unterquert und in die St. Michael’s Cave in Gibraltar mündet. Der Legende nach sollen so die Affen nach Gibraltar gekommen sein.
Vor seiner elften Arbeit soll sich Herakles in der Höhle aufgehalten und geschlafen haben.  Er sollte die goldenen Äpfel im Garten der Hesperiden pflücken, der sich nach Meinung altgriechischer Schriftsteller nahe Lixus befunden haben soll.
Einigen römischen Quellen zufolge musste Herkules (Herakles) auf seinem Weg zum Garten der Hesperiden über den Berg Atlas. Doch statt ihn zu ersteigen, soll er seine übermenschlichen Kräfte genutzt haben, um mittendurch zu gehen. So entstand die Straße von Gibraltar, die das Mittelmeer mit dem Atlantik verbindet. Ein Teil des geteilten Berges ist Gibraltar, der andere ist entweder der Monte Hacho oder der Jbel Musa. Seitdem sind die beiden Berge als Säulen des Herkules bekannt, wobei diese Bezeichnung auch für andere Berge verwendet wird. Diodor dagegen schreibt, dass Herkules eine schon bestehende Straße verengte, damit keine Ungeheuer vom Atlantik ins Mittelmeer gelangen können.
Nach der griechischen Mythologie bot Herakles Atlas an, den Himmel zu tragen, während dieser die Äpfel aus dem Garten der Hesperiden (Atlas' Töchter) holt. Nachdem er mit den Äpfeln zurückgekehrt war, versuchte Atlas, Herakles auszutricksen. Er bot ihm an, die Äpfel selbst abzugeben. Jeder, der sich absichtlich den Himmel aufgebürdet hat, muss diesen tragen, bis er ihn von jemand anderem abgenommen bekommt. Herakles glaubte nicht, dass Atlas vorhatte, zurückzukommen. Somit hätte er den Himmel für immer tragen müssen. Er gab vor, mit Atlas' Angebot einverstanden zu sein. Jedoch bat er ihn, ihm den Himmel für einige Minuten abzunehmen, um seinen Mantel zu richten, mit dem er seine Schultern polsterte. Als Atlas darauf einging und den Himmel geschultert hatte, nahm Herakles die Äpfel und lief davon.

## Geschichte
- 6000 v. Chr. neolithische Besiedlung
- 1878 Höhle wiederentdeckt
- ca. 1900 Nutzung als Bordell
- 1920 Höhle der Öffentlichkeit zugänglich gemacht
- 1952 als nationales Kulturerbe deklariert
- 1982 elektrisches Licht installiert
- 20. Dezember 2003 für die Öffentlichkeit gesperrt, nachdem Bauarbeiten in der Nähe einen Steinschlag auslösten
- Januar 2004 nach kurzer Untersuchung wiedereröffnet

## Trivia
Am 23. Oktober 1995 gab die britische Rockband Def Leppard neben Konzerten in London und Vancouver auch ein Konzert in der Höhle. Damit ging sie als erste Rockband, die innerhalb eines Tages drei Konzerte auf drei Kontinenten gab, ins Guinness-Buch der Rekorde ein.